# 张礼和
张礼和（1937年9月8日—），江苏扬州人，中国药物化学家，北京大学药学院教授，天然药物及仿生药物国家重点实验室主任，曾任国家自然科学基金委员会化学科学部主任。

## 生平
生于江苏扬州。1954年毕业于私立新华中学。1958年毕业于北京医学院药学系。1967年北京医学院研究生毕业。1995年当选为中国科学院院士。